# Malý Kriváň (Kleine Fatra)
Der Malý Kriváň, auch Malý Fatranský Kriváň genannt, ist ein Berg in der Kleinen Fatra in der Slowakei. Er liegt im südwestlichen Teil des geomorphologischen Teils Krivánska Fatra am Hauptkamm und ist zweithöchster Berg sowohl der Krivánska Fatra als auch der gesamten Kleinen Fatra. Auf dem Gipfel steht ein Betonobelisk mit dem Bergnamen und Höhenangabe, vom Gipfel ist ein freier Rundblick in alle Richtungen möglich.
Zum Berg führen mehrere Wege: am einfachsten ist der Aufstieg vom östlich liegenden Sattel Snilovské sedlo, der Bergstation der aus dem Vrátna-Tal führenden Kabinenseilbahn und über den Sattel Bublen. Längere Wanderwege bestehen von Nezbudská Lúčka oder Krasňany am westlichen Gebirgsfuß, von Bránica bei Belá nördlich und vom Ortszentrum von Sučany südlich des Gebirges.